# Прапор Сінт-Естатіуса
Прапор Сінт-Естатіуса затверджений у 2004.

Прапор: 2:3

## Опис
Прапор являє собою синє полотнище, розділене червоними смугами на чотири п'ятикутники. В центрі прапора знаходиться білий ромб, в якому розміщено зображення головного орієнтиру острова — зеленої двоголової гори Маунт-Мазинга (600 м), стародавнього згаслого вулкану з кратером. Над островом зображена золота п'ятипроменева зірка. Пропорції прапора: 2:3.

## Символіка прапора
- Червоний колір символізує енергію народу.
- Синій та білий – море і пісок.
- Синій колір – символ надії, що також символізує Карибське море.
- Зелений колір - символ багатої природи Синт-Естатіуса, що приваблює сюди багато туристів і таким чином має важливе значення для сьогодення та майбутнього острова.